# П'єтро Фануччі
П'єтро Фануччі (італ. Pietro Fanucci; нар. 21 липня 1988) — колишній італійський тенісист.
Найвищу одиночну позицію світового рейтингу — 900 місце досяг 14 вересня 2009, парну — 581 місце — 29 вересня 2008 року.
Здобув 3 парні титули туру ITF.

## Фінали челленджерів і ф'ючерсів

### Парний розряд: 6 (3–3)
| Легенда (парний розряд)  |
| ------------------------ |
| Тур ATP Челленджер (0–0) |
| Ф'ючерс (3–3)            |

| Фінали за покриттям |
| ------------------- |
| Тверде (0–2)        |
| Ґрунт (3–1)         |
| Трава (0–0)         |
| Килим (0–0)         |

| Результат | В-П | Дата     | Турнір         | Рівень  | Покриття | Партнер           | Суперники                                  | Рахунок          |
| --------- | --- | -------- | -------------- | ------- | -------- | ----------------- | ------------------------------------------ | ---------------- |
| Перемога  | 1–0 | Січ 2008 | Сальвадор F1   | Ф'ючерс | Ґрунт    | Леонардо Аццаро   | Раян Лукіч Бред Померой                    | 6–3, 1–6, [11–9] |
| Перемога  | 2–0 | Лют 2008 | Панама F1      | Ф'ючерс | Ґрунт    | Леонардо Аццаро   | Раян Лукіч Бред Померой                    | 3–6, 6–4, [10–4] |
| Поразка   | 2–1 | Бер 2008 | Італія F3B     | Ф'ючерс | Ґрунт    | Леонардо Аццаро   | Мірко Назоні Філіп Прпіч                   | 6–7(3–7), 3–6    |
| Перемога  | 3–1 | Лип 2008 | Азербайджан F1 | Ф'ючерс | Ґрунт    | Маттео Воланте    | Карім Алайлі Могаммед Могазебнія           | 3–6, 6–4, [10–5] |
| Поразка   | 3–2 | Вер 2008 | Італія F31     | Ф'ючерс | Тверде   | Урос Віко         | Давід Ольїв'єр-Бакеро Карлес Рейксач Ітойс | 3–6, 6–4, [5–10] |
| Поразка   | 3–3 | Бер 2011 | Туреччина F7   | Ф'ючерс | Тверде   | Франческо Піккарі | Роман Єбави Адріан Сікора                  | 6–4, 2–6, [6–10] |